# Jessin Ayari
Jessin Ayari (Tunísia, 31 de maio de 1992) é um lutador de artes marciais mistas alemão nascido na Tunísia, atualmente competindo no peso meio-médio do Ultimate Fighting Championship.

## Carreira no MMA

### Ultimate Fighting Championship
Ayari era esperado para fazer sua estreia no UFC contra Emil Weber Meek em 3 de setembro de 2016 no UFC Fight Night: Arlovski vs. Barnett em Hamburgo. Entretanto, Meek teve que se retirar da luta e foi substituído por Jim Wallhead. Ayari venceu por decisão dividida.
Ele em seguida enfrentou Darren Till em 28 de maio de 2017 no UFC Fight Night: Gustafsson vs. Teixeira. Darren Till venceu a luta por decisão unânime.
Ayari enfrentou Stevie Ray em 27 de outubro de 2018 no UFC Fight Night: Volkan vs. Smith Ele perdeu a luta por decisão dos juízes.

## Cartel no MMA
| Cartel no MMA   |             |            |
| 22 lutas        | 16 vitórias | 6 derrotas |
| Por nocaute     | 3           | 3          |
| Por finalização | 8           | 1          |
| Por decisão     | 5           | 2          |

| Res.    | Cartel | Oponente             | Método                                    | Evento                                       | Data       | Round | Tempo | Local                  | Notas                                        |
| ------- | ------ | -------------------- | ----------------------------------------- | -------------------------------------------- | ---------- | ----- | ----- | ---------------------- | -------------------------------------------- |
| Derrota | 16-6   | Luigi Vendramini     | Nocaute Técnico (chute na cabeça e socos) | UFC on ESPN: Holm vs. Aldana                 | 03/10/2020 | 1     | 1:12  | Abu Dhabi              |                                              |
| Derrota | 16-5   | Stevie Ray           | Decisão (unânime)                         | UFC Fight Night: Volkan vs. Smith            | 27/10/2018 | 3     | 5:00  | Moncton, New Brunswick | Estreia nos Leves.                           |
| Derrota | 16-4   | Darren Till          | Decisão (unânime)                         | UFC Fight Night: Gustafsson vs. Teixeira     | 28/05/2017 | 3     | 5:00  | Estocolmo              |                                              |
| Vitória | 16-3   | Jim Wallhead         | Decisão (dividida)                        | UFC Fight Night: Arlovski vs. Barnett        | 03/09/2016 | 3     | 5:00  | Hamburgo               | Estreia no UFC.                              |
| Vitória | 15-3   | Mickael Lebout       | Decisão (unânime)                         | German MMA Championship 8                    | 16/04/2016 | 3     | 5:00  | Castrop-Rauxel         |                                              |
| Vitória | 14-3   | Twan van Buuren      | Nocaute Técnico (socos)                   | Respect FC: Caged 2                          | 19/12/2015 | 3     | 1:50  | Karlsruhe              |                                              |
| Vitória | 13-3   | Stanislav Futera     | Finalização (mata leão)                   | Innferno Fighting Championship               | 13/06/2015 | 1     | 3:22  | Tyrol                  |                                              |
| Vitória | 12-3   | Juan Manuel Suarez   | Decisão (unânime)                         | Ansgar Fighting Leag4e 2                     | 14/03/2015 | 3     | 5:00  | Telde                  |                                              |
| Vitória | 11-3   | Ramon Boixader       | Finalização (guilhotina)                  | Ansgar Fighting League 2                     | 29/11/2014 | 1     | 4:56  | Madrid                 |                                              |
| Vitória | 10-3   | Roman Kapranov       | Decisão (unânime)                         | Rhein Neckar Championship: Martial Arts Gala | 30/11/2013 | 3     | 5:00  | Frankenthal            | Luta nos Médios.                             |
| Derrota | 9-3    | Abusupiyan Magomedov | Nocaute Técnico (socos)                   | German MMA Championship 3                    | 16/02/2013 | 1     | 1:49  | Herne                  | Pelo Cinturão Meio-Médio do German MMA.      |
| Vitória | 9-2    | Kerim Engizek        | Finalização (mata leão)                   | Superior FC: Tournament 2012 Part V          | 24/11/2012 | 2     | 3:56  | Mainz                  | Ganhou o Cinturão Meio Médio do Superior FC. |
| Vitória | 8-2    | Aleksandar Rajacic   | Decisão (unânime)                         | Superior FC: Tournament 2012 Part IV         | 15/09/2012 | 3     | 5:00  | Düren                  |                                              |
| Derrota | 7-2    | Alan Johnston        | Nocaute (socos)                           | On Top 5                                     | 02/06/2012 | 2     | 2:52  | Glasgow                |                                              |
| Vitória | 7-1    | Matthias Merkle      | Finalização (mata leão)                   | Superior FC: Tournament 2012 Part 2          | 31/03/2012 | 1     | 2:09  | Göppingen              |                                              |
| Vitória | 6-1    | Sebastian Baron      | Nocaute Técnico (desistência)             | Respect Fighting Championship 6              | 17/09/2011 | 1     | 5:00  | Wuppertal              |                                              |
| Vitória | 5-1    | Volker Dietz         | Nocaute Técnico (lesão)                   | Respect Fighting Championship 5              | 09/04/2011 | 1     | 1:37  | Essen                  |                                              |
| Derrota | 4-1    | Ruben Crawford       | Finalização (mata leão)                   | Outsider Cup: Cage Fight Night 9             | 17/10/2010 | 1     | 3:59  | Bielefeld              |                                              |
| Vitória | 4-0    | Wahid Beisel         | Finalização (chave de braço)              | Outsider Cup 19                              | 10/07/2010 | 1     | 1:58  | Berlim                 |                                              |
| Vitória | 3-0    | Arsan Tepsaev        | Finalização (triângulo)                   | Outsider Cup 19                              | 10/07/2010 | 1     | 1:36  | Berlim                 |                                              |
| Vitória | 2-0    | Frank van Lessiel    | Finalização (triângulo de mão)            | Outsider Cup 15                              | 14/11/2009 | 1     | 3:06  | Koblenz                |                                              |
| Vitória | 1-0    | Tobias Hollubetz     | Finalização (chave de braço)              | Fighting Masters Championship                | 17/10/2009 | 1     | 2:43  | Baviera                | Estreia nos Meio-Médios.                     |